# 3月9日
3月9日是公历一年中的第68天（闰年第69天），离全年的结束还有297天。

## 大事记

### 19世紀以前
- 前141年：在漢景帝因病逝世後，年僅16歲的皇太子漢武帝登基成為漢朝皇帝。
- 1009年：由於《奎德林堡編年史》對「Litua」一詞的紀載，成為立陶宛名稱首次的書面紀錄。
- 1152年：腓特烈一世加冕为神圣罗马帝国皇帝。
- 1276年：奥格斯堡成为神圣罗马帝国境内的帝国自由城市。
- 1309年：教宗克勉五世將教廷從義大利羅馬遷往法國亞維儂附近的沃奈桑伯爵領地。
- 1776年：苏格兰经济学家亚当·斯密撰写的古典经济学专著《国富论》首版出版。
- 1796年：拿破仑·波拿巴与約瑟菲娜·德博阿爾內结婚，后者成为其第一位夫人。

### 19世紀
- 1834年：法国外籍兵团成立。
- 1841年：美国最高法院裁决，友誼號（英语：La Amistad）上的暴动黑奴是被非法贩运为奴隶的。
- 1842年：意大利作曲家朱塞佩·威尔第作曲的歌剧《纳布科》在米兰斯卡拉大剧院首次演出。
- 1847年：美国针对墨西哥港口韦拉克鲁斯发动包围战，为美国军队首次发起的大规模两栖作战。
- 1850年：滿清咸丰帝即位。
- 1862年：南北战争：分别隶属美利坚合众国和美利坚邦联的两艘铁甲舰在维吉尼亚州汉普顿锚地展开首次作战。
- 1896年：由于在阿杜瓦战役中败于阿比西尼亚，意大利弗朗西斯科·克里斯皮内阁倒台。

### 20世紀
- 1908年：意大利国际米兰足球俱乐部成立。
- 1916年：英法签署协定，瓜分中东。
- 1916年：微拉率1500人自墨西哥袭击美国新墨西哥州边境，造成17人死亡。
- 1916年：德意志帝国对葡萄牙王国宣战，因后者扣留里斯本的德国船只以向大英帝国示好。
- 1918年：英国陆战队以履行盟国职责，防止德国舰队入侵为由，在苏俄北方重镇摩尔曼斯克登陆。协约国开始武装干涉苏俄。
- 1923年：列宁因中風而被迫离职。
- 1926年：湖南省长沙市各界一万多人在教育坪召开市民大会，驱逐赵恒惕。
- 1932年：溥仪正式就任满洲国政府执政。
- 1933年：长城事变：喜峰口战役
- 1945年：第二次世界大战：美国陆军航空军的B-29超级堡垒轰炸机机队对日本东京展开大规模轰炸，造成近10万人死亡。
- 1945年：第二次世界大战：大日本帝国陆军决定针对法国重要据点发动军事政变，最终全面控制法属印度支那。
- 1956年：蘇聯軍隊在喬治亞提比里西鎮壓反對蘇聯領導人尼基塔·赫魯雪夫去史達林化政策的群眾示威。
- 1957年：安德烈亞諾夫群島MW 8.6地震襲擊夏威夷和阿留申群島，地面運動和毀滅性海嘯造成的損失超過500萬美元。
- 1959年：美国玩具公司美泰儿制造的玩具芭比娃娃在美国国际玩具展览会上首次推出。
- 1964年：第一批福特野马于密歇根州迪尔伯恩的装配线上完成。
- 1972年：河南省辉县市郭亮村开工修建郭亮洞。
- 1973年：中華人民共和國与西班牙建交。
- 1978年：一架由台灣高雄飛往香港的中華航空波音737客機被劫機者要脅前往中國大陸，被迫降落啟德機場，其後劫機者中彈死亡。
- 1978年：中国科学技术大学开办少年班。
- 1984年：世界上第一只“试管羔羊”诞生，由中国蒙古族兽医学博士旭日干与日本农林水产省畜产试验场共同培育。
- 1986年：中国历史上最大的辞书《汉语大字典》编纂完成。
- 1991年：南斯拉夫首都贝尔格莱德爆发反对的大规模游行示威。
- 1992年：中华人民共和国加入《不扩散核武器条约》。
- 1997年：日全食經過黑龍江漠河等地，海爾-博普彗星同時出現，成為罕見的日全食與亮彗星同時出現的記錄。[1]

### 21世紀
- 2000年：英國倫敦泰晤士河南畔的蘭貝斯區的倫敦眼（又名千禧之眼）開幕
- 2006年：卡西尼-惠更斯号發現土衛二有液態水，及二氧化碳、氮和甲烷的特徵
- 2008年：台灣第二個捷運系統高雄捷運紅線通車。
- 2022年：南韓國民力量候選人尹錫悅在2022年總統選舉中擊敗李在明和沈相奵，當選新任韓國總統。

## 出生
- 1285年：後二條天皇，日本第94代天皇（1308年逝世）
- 1451年：亚美利哥·韦斯普奇，意大利商人、航海家、探險家（1512年逝世）
- 1809年：費迪南德·海涅，德國鳥類學家、收藏家（1894年逝世）
- 1814年：塔拉斯·赫里霍羅維奇·謝甫琴科，烏克蘭詩人、藝術家、人道主義者（1861年逝世）
- 1882年：素木得一，日本昆蟲學家（1970年逝世）
- 1890年：維亞切斯拉夫·莫洛托夫，前蘇聯政治活動家（1986年逝世）
- 1896年：陶述曾，中國土木工程專家（1993年逝世）
- 1898年：馮景蘭，中國科學家（1976年逝世）
- 1905年：王余杞，中國作家（1989年逝世）
- 1911年：章用，中國數學史家（1939年逝世）
- 1914年：樂品淳，英國歷史學家、家，第8任香港大學校長（2005年逝世）
- 1917年：阿爾吉爾達斯·朱利安·格雷馬斯，立陶宛語言科學家（1992年逝世）
- 1931年：萊昂·費夫雷斯·科爾德羅，厄瓜多政治人物，前任厄瓜多總統（2008年逝世）
- 1931年：篠田正浩，日本電影導演（2025年逝世）
- 1934年：尤里·加加林，蘇聯航天員，人類史上第一位到達太空的人（1968年逝世）
- 1935年：安德魯·維特比，美國電機工程師、企業家
- 1940年：讓-雅克·艾格丁格，瑞士音樂學家
- 1941年：芝山努，日本動畫監督
- 1943年：鮑比·菲舍爾，美國西洋棋棋手（2008年逝世）
- 1945年：丹尼斯·雷德，美國連環殺手
- 1948年：洛瓦斯·拉斯洛，匈牙利數學家
- 1954年：卡洛斯·戈恩，黎巴嫩裔法國企業家，前任雷諾董事長兼執行長，日產汽車會長、社長兼執行長
- 1956年：陳寶國，中國男演員
- 1956年：，英國保守黨政治家
- 1956年：，瓜地馬拉政治人物，第51任瓜地馬拉總統
- 1957年：申军誼，中國男演員
- 1958年：石班瑜，台灣男性配音員，周星馳專用配音員（2024年逝世）
- 1963年：麻宮騎亞，日本漫畫家
- 1963年：伊瓦爾·蒙巴頓勳爵，英國貴族
- 1964年：茱麗葉·畢諾許，法國女演員
- 1967年：千羽由利子，日本女性人物設計師
- 1968年：黃士偉，台灣演員
- 1968年：尤里·德約卡夫，法國足球運動員
- 1970年：尹帝文，韓國演員
- 1972年：鄭中基，香港电影明星
- 1973年：馬泰奧·薩爾維尼，義大利政治人物
- 1974年：杉山紀彰，日本男性聲優
- 1977年：陳數，中國女演員
- 1978年：顏丹晨，中國女演員
- 1979年：奧斯卡·伊薩克，美國男演員
- 1980年：小嫻，台灣演員
- 1980年：黎國輝，香港主持人
- 1981年：陈秉立，台灣演員
- 1982年：楊千霈，台灣演員
- 1983年：李垠亨，韓國男演員
- 1983年：柯林特·登普塞，美國職業足球運動員
- 1984年：Simon D，韓國男歌手
- 1985年：陳謙文，台灣男演員
- 1986年：林育群，台灣歌手
- 1986年：藍燕，香港演員
- 1986年：布蘭特妮·斯諾，美國女演員
- 1987年：鲍沃，美國說唱歌手、演員
- 1988年：許翠雪，台灣演員
- 1988年：張佑維，台灣知名YouTuber團體這群人成員
- 1989年：陳艾熙，台灣女演員
- 1989年：千葉雄大，日本男演員
- 1989年：金太妍，韓國女子偶像團體少女時代隊長
- 1990年：戴利·布林德，荷蘭職業足球運動員
- 1992年：簡廷芮，台灣女藝人
- 1993年：王宣，台灣女演員
- 1993年：伊東純也，日本職業足球運動員
- 1993年：閔玧其，韓國男子偶像團體防彈少年團成員
- 1995年：溝口遼，日本作曲家、插圖畫家（2015年逝世）
- 1995年：劉蘊晴，澳門女歌手、藝人
- 1996年：歐陽妮妮，台灣女演員
- 1996年：張紫寧，中國女子偶像團體火箭少女101成員
- 1996年：瑪麗亞·安德雷奇克，波蘭女子田徑運動員
- 1998年：徐穗珍，韓國女子偶像團體(G)I-DLE前成員
- 1998年：帕特里克·巴爾韋德，西班牙裔巴西職業足球運動員
- 1999年：周鶴年，韓國男子偶像團體THE BOYZ成員
- 1999年：安妮克·諾文，荷蘭職業足球運動員
- 2000年：HWALL，韓國男子偶像團體THE BOYZ前成員
- 2001年：全昭彌，韓國女歌手、韓國女子偶像團體I.O.I成員

## 逝世
- 886年：阿布·馬謝爾，波斯占星家（787年出生）
- 1661年：儒勒·马萨林，法國外交家、政治家（1602年出生）
- 1847年：瑪麗·安寧，英國化石收藏家、古生物學家（1799年出生）
- 1851年：汉斯·奥斯特，丹麦物理学家、化学家，电流磁效应的发现者（1777年出生）
- 1857年：道明·沙維豪，義大利天主教聖人（1842年出生）
- 1873年：朱爾·布爾西耶，法國鳥類學家（1797年出生）
- 1886年：威廉·史密斯·克拉克，美國教育家（1826年出生）
- 1895年：利奧波德·馮·薩克-馬索克，奧地利作家（1836年出生）
- 1903年：愛德華·雷蒙德·特納，英國發明家、電影攝影技師（1873年出生）
- 1940年：拉斐爾·蘇萬托，芬蘭天文學家（1909年出生）
- 1942年：米哈伊爾·克拉夫丘克，蘇聯數學家（1892年出生）
- 1943年：哈里·查爾斯·伯尼，蘇格蘭船長、海軍軍官（1882年出生）
- 1947年：陳屋，臺灣社會運動家，二二八事件受難者（1896年出生）
- 1958年：程砚秋，中国京剧表演艺术家，“四大名旦”之一（1904年出生）
- 1969年：朱光，广州市（中华人民共和国时代）第一任市委副书记、市长（1906年出生）
- 1981年：王小亭，華裔美國攝影記者（1900年出生）
- 1981年：蔡希陶，中國植物学家（1911年出生）
- 1983年：烏爾夫·馮·奧伊勒，瑞典生理學家、藥理學家，1970年諾貝爾生理學或醫學獎得主（1905年出生）
- 1989年：羅伯特·梅普爾索普，美國攝影師（1946年出生）
- 1992年：，以色列政治人物，第6任以色列總理，1978年諾貝爾和平獎得主（1913年出生）
- 1993年：馬克斯·奧古斯特·佐恩，德國數學家（1906年出生）
- 1995年：愛德華·伯內斯，奧地利裔美國公共關係學家（1891年出生）
- 2001年：蘇米特羅·佐約哈迪庫蘇莫，印尼政治人物、經濟學家（1917年出生）
- 2006年：約翰·普羅富莫，英國政治家，普羅富莫事件主角（1915年出生）
- 2018年：鄭在成，韓國男子羽球運動員（1982年出生）
- 2011年：英格·索倫森，丹麥女子游泳運動員（1924年出生）
- 2023年：拉斐爾·梅舒朗，保加利亞裔以色列有機化學家（1930年出生）
- 2025年：迪克·麥克塔格特，英國男子拳擊運動員（1935年出生）

## 节假日与习俗
- 中华人民共和国：保护母亲河日（2002年起）
- 黎巴嫩：教師節
- 日本：渣古日（3和9的發音與渣古（ザク）相似）[2]

## 流行文化
- 3月9日 (單曲)，日本樂團「Remioromen」為成員3人共同的朋友的結婚紀念日（2001年3月9日）祝福而寫的歌曲；由於電視劇的影響，成為日本中小學畢業典禮的合唱曲。